# Micheliasläktet
Micheliasläktet (Michelia) är ett växtsläkte i familjen magnoliaväxter med cirka 50 arter. De flesta arterna förekommer i tropiska Asien. De odlas också som trädgårdsväxter i varmare länder.
Micheliasläktet innehåller lövfällande eller städsegröna träd eller stora buskar. Bladen är enkla. Blommorna sitter ensamma i bladvecken. Hyllet har 9-20, eller fler, hylleblad som sitter i tre till många kransar. De inre hyllebladen är smalare än de yttre. Ståndarna är många och sitter i flera serier och har platta stänglar.
Släktet liknar magnoliasläktet (Magnolia), men Michelia-arterna har blommor i bladvecken, medan Magnolia-arterna har toppställda blommor.